# Бартошице
Бартошѝце (на полски: Bartoszyce, Barsztyn; на немски: Bartenstein, Rosenthal; на литовски: Barštynas) е град в Североизточна Полша, Варминско-Мазурско войводство. Административен център е на Бартошишки окръг, както и на селската Бартошишка община, без да е част от нея. Самият град е обособен в самостоятелна община с площ 11 км2.

## География
Градът се намира на границата между историческите области Бартия и Натангия. Разположен е край двата бряга на река Лина във физикогеографския регион Старопруска низина. Отстои на 71,2 км североизточно от войводския център Олщин, на 115 км източно от град Елбльонг, на 60,5 км южно от руския град Калининград и на 44,7 км севорозападно от град Кентшин.

## История
Селището възниква на територията на пруското племе барти край построеният през 1240 година тевтонски замък. Получава градски права от великия магистър Лутер фон Брауншвайг през 1332 година. В периода (1975 – 1998) е част от Олщинското войводство.

## Население
Населението на града възлиза на 24 994 души (2009). Гъстотата е 2273,3 души/км2.
Демография
- 1875 – 6460 души
- 1910 – 7343 души
- 1939 – 11 268 души
- 1995 – 26 037 души
- 2000 – 25 752 души
- 2009 – 24 994 души

## Градове партньори
- Пионерски, Русия
- Багратионовск, Русия
- Нинбург, Германия
- Emmaboda kommun, Швеция
- Млава, Полша

## Личности
Родени в града
- Анджей Анджеевски – полски актьор
- Макс Багински – немско-американски анархист
- Артур Бекер – полско-немски писател
- Ервин Гешонек – немски актьор
- Збигнев Любеевски – полски волейболист, национал
- Томаш Раджевич – полски скулптор
- Матеус Вайзел – немски теолог
- Гюнтер Шак – немски пилот
- Ханс-Йоахим Реске – немски литератор и лекоатлет

## Фотогалерия
- Главният площад
- Сградата на гимназия „Стефан Жеромски“
- Църква „Св. Йоан Богослов“